# 에어 몰타
에어 몰타(영어: Air Malta)는 몰타의 없어진 항공사다. 허브 공항은 몰타에 유일한 국제공항인 몰타 국제공항이 이었다.

## 역사
1970년대 초 몰타 정부가 파키스탄의 항공 회사인 파키스탄 국제 항공(영어: Pakistan International Airlines)의 지원을 받아 1973년 3월 31일에 설립했다. 1974년 4월 운항을 시작했다. 보잉 737 항공기를 임대해 로마, 트리폴리, 런던, 파리, 프랑크푸르트 등에 취항했다. 1980년대 보잉 737-200 기종 항공기를 몇 대 구입했고 1987년 처음으로 에어버스 A320 항공기를 주문했다. 1994년 2년 전 개설된 몰타 국제공항에 화물센터를 열었다. 그 무렵 미국의 항공사인 트랜스월드 항공(영어: Trans World Airlines)과 코드쉐어 협정을 맺었다. 2002년부터 2007년까지 모든 항공기를 에어버스 A319와 에어버스 A320 항공기로 교체하는 사업을 추진했다.

## 운항 노선
- 2012년 4월 기준으로 에어 몰타는 다음과 같은 노선을 운항하고 있다.

### 코드쉐어 협정
- 에어 몰타는 다음과 같은 항공사에 코드쉐어 협정을 하고 있다.[1]

| - ITA 항공 - KLM (스카이팀) - 루프트한자 (스타 얼라이언스) - 스위스 국제항공 (스타 얼라이언스) - 브뤼셀 항공 (스타 얼라이언스) - 아에로플로트 (스카이팀) - 에미레이트 항공 - 에어 발틱 - 에어 프랑스 (스카이팀) - 에티하드 항공 | - 오스트리아 항공 (스타 얼라이언스) - 카타르 항공 (원월드) - 터키항공 (스타 얼라이언스) |  |

## 보유 기종
- 2020년 11월 기준으로 에어 몰타는 다음과 같은 기종을 보유하고 있으며 평균 기령은 5.7년이다.

### 퇴역 기종
- 에어버스 A319-100
- 브리티시 에어로스페이스 146
- 보잉 720B
- 보잉 737-200
- 보잉 737-300
- 보잉 737-400